# فرانسوا أشيل بازين

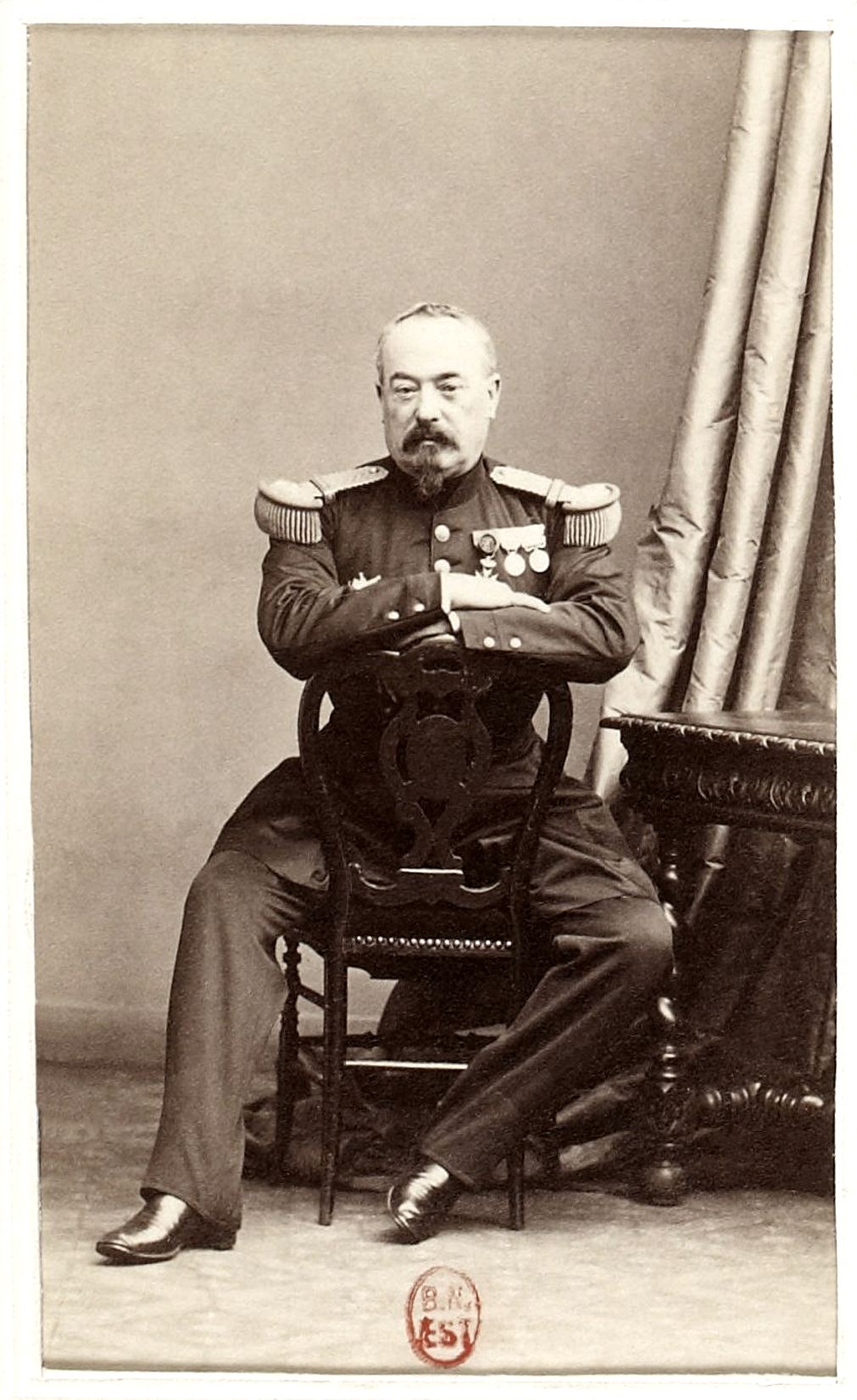

فرانسوا أشيل بازين (بالفرنسية: François Achille Bazaine)( 13 فبراير 1811 - 23 سبتمبر 1888) قائد عسكري ومشير سابق في الجيش الفرنسي، ولد في مدريد. اشتهر بدوره في حرب المكسيك والحرب الفرنسية البروسية، وانتهت مسيرته العسكرية بمحاكمته بتهمة الخيانة، أدت إلى إدانته وسجنه ثم فراره إلى إسبانيا.

## حياته المبكرة
ولد بازين لعائلة من الطبقة المتوسطة في فرساي، ودرس في الكلية الملكية في باريس، ثم التحق بالجيش الفرنسي عام 1831، وشارك في العديد من الحملات الاستعمارية في الجزائر والمغرب، مما أكسبه خبرة عسكرية مبكرة وسمعة جيدة.

## مسيرته العسكرية
خلال حرب القرم (1853–1856)، أظهر بازين قيادة فعّالة في حصار سيفاستوبول، مما ساهم في ترقيته.
في ستينيات القرن التاسع عشر، عُيّن قائدًا للقوات الفرنسية في المكسيك خلال التدخل الفرنسي الثاني هناك، حيث لعب دورًا رئيسيًا في دعم إمبراطور ماكسيميليان الأول ضد قوات الرئيس المكسيكي بينيتو خواريز.
في عام 1864، حصل على رتبة مشير فرنسا، وهي أعلى رتبة عسكرية في البلاد.

## الحرب الفرنسية البروسية
خلال الحرب الفرنسية البروسية عام 1870، كُلّف بازين بقيادة جيش الراين الفرنسي. حوصر مع جيشه في معركة حصار متز بعد عدة معارك فاشلة أبرزها معركة سانت بريف، واضطر إلى الاستسلام مع أكثر من 150 ألف جندي في أكتوبر 1870، وهو ما اعتُبر من أكبر الكوارث العسكرية الفرنسية.

## المحاكمة والنفي
اتهم بازين بالخيانة بسبب استسلامه في ميتز، وحوكم أمام المحكمة العسكرية في 1873. رغم أنه دافع بأن الوضع كان ميؤوسًا منه، إلا أنه أُدين بالإجماع وصدر عليه حكم بالإعدام، لكن الرئيس باتريس دي ماكماهون خفف الحكم إلى السجن مدى الحياة.
فر بازين لاحقًا من السجن إلى إسبانيا عام 1874، حيث عاش بقية حياته في المنفى حتى وفاته في مدريد.

## وفاته
توفي بازين في مدريد في 23 سبتمبر 1888 عن عمر يناهز 77 عامًا، ودُفن هناك. لم يُعد تأهيله رسميًا في فرنسا، وظلت قضيته محل جدل تاريخي.